# Václav Vaněček
Václav Vaněček (10. července 1905 Jílové u Prahy – 12. dubna 1985 Praha) byl český právník, právní historik a archivář, profesor právnické fakulty Univerzity Karlovy a člen Československé akademie věd.

## Život
Narodil se v rodině soudce, studoval na gymnáziu v Benešově a na klasickém gymnáziu v Praze, kde roku 1924 maturoval. Poté absolvoval pražskou právnickou fakultu, roku 1929 získal titul doktora práv. I po vystudování zůstal na fakultě jako rektorátní koncipista a po roce 1934 rektorátní komisař. Zároveň se zúčastnil zahraničních vědeckých cest do Paříže a Berlína a v roce 1932 se habilitoval v oboru československých právních dějin. Stal se také učitelem na Archivní škole, jmenování profesorem zhatily události konce 30. let.
Profesorem dějin státu a práva na právnické fakultě Univerzity Karlovy se tak stal až po roce 1945.  V únoru 1948 podepsal výzvu prokomunistické inteligence Kupředu, zpátky ni krok!, jež byla publikována dne 25. února 1948 pro podporu komunistického převratu. Byl členem Královské české společnosti nauk, od založení Československé akademie věd (ČSAV) v roce 1952 byl členem korespondentem a od roku 1973 byl její řádný člen – akademik. Na akademii byl na přání Václava Vojtíška v roce 1968 pověřen vedením tehdejšího Ústředního archivu ČSAV. Zde se mu podařilo vychovat řadu mladých archivářů a také zde našli uplatnění někteří vědci s pochroumaným politickým profilem.
Publikoval podstatnou obecnou práci k československým dějinám státu a práva a právnímu postavení klášterů, vedle toho také řadu drobnějších studií, včetně polemických k pojmům staršího českého práva (kobylí pole, nestojte).

## Výběr z díla
- Základy právního postavení klášterů a klášterního velkostatku ve starém českém státě (I. 1933, II. 1937, III. 1939)
- Kapitoly o právních dějinách Karlovy university (1934, 1946)
- Stát Přemyslovců a středověká „říše“ (1945)
- Prvních tisíc let… Předstátní společenská organisace a vznik státu u českých Slovanů (1949)
- České „kobylí pole“ jako právní instituce (1959)
- Dějiny státu a práva v Československu do roku 1945 (1964, 1970, 1976)